# Luke Thompson
Luke Thompson (født 4. juli 1988) er en engelsk skuespiller.
Han er bedst kendt for sin rolle som Benedict i Netflix-serien Bridgerton (2020-nu). For sit teaterarbejde modtog han en række priser, herunder en WhatsOnStage Award og en nominering til en Laurence Olivier Award. Han optrådte også i BBC One-dramaet In the Club (2014-2016).